# Adamin
Adamin is een plaats in het Poolse district  Kolski, woiwodschap Groot-Polen. De plaats maakt deel uit van de gemeente Olszówka en telt 250 inwoners.